# Death SS
Death SS ist eine italienische Metal-Band, die 1977 in Pesaro gegründet wurde. Ihre Musik kombiniert Elemente von Horror und Okkultismus mit Metal; ihr Gründer und einzig verbliebenes Originalmitglied Steve Sylvester versteht die Band als „magisches musikalisches Projekt“ und war lange Zeit Mitglied des Ordo Templi Orientis, über dessen italienischen Ableger er die Aufsicht hatte. Zu Beginn spielte die Band Heavy Metal, später flossen weitere Einflüsse ein, etwa aus dem Industrial Metal.

## Name
Der Bandname bezieht sich nicht auf die Schutzstaffel der NSDAP, sondern auf den Namen ihres Sängers und steht für In Death of Steve Sylvester, den Tod seines alten Ichs und dessen Wiedergeburt als Entität innerhalb der Band. Außerdem betont er, dass Death SS keine politische Band sei und „absolut nichts mit Nazikram zu tun“ habe.

## Geschichte
Steve „The Vampire“ Sylvester gründete Death SS im Jahre 1977 mit Paul „Death“ Chain, Danny „Mummy“ Hughes und Thomas „Werewolf“ Chaste. Wenig später stieß  Claud „Zombie“ Galley zur Band. Die Bandmitglieder benutzten Pseudonyme, die besonders in der Frühphase der Gruppe auch von Mitgliedern an ihre Nachfolger weitergegeben wurden. Großen Einfluss hatten dabei Alice Cooper und Kiss, die in Sylvesters Kindheit seine größten Idole gewesen waren, und die Filme von Hammer Film Productions. Ebenso waren Clive Jones und seine Band Black Widow stets ein wichtiger Einfluss und wurde mehrmals von Death SS gecovert. 1981 nahm die Band das Demo Horned God of the Witches auf, das schnell im Untergrund Anklang fand. Auftritte erfolgten in der jeweils zum Spitznamen passenden Kostümierung; Sylvester ist der Ansicht, das Image einer Band müsse zu ihrer Musik passen, und legt großen Wert auf ihre Ästhetik und Choreographie. Wegen psychischer Probleme wirkte Sylvester ab 1982 nicht mehr bei Death SS mit. Er wurde 1984 kurzzeitig wieder mit Death SS aktiv, allerdings stieg Paul Chain aus der Band aus, um Soloplänen zu folgen, und der Rest der Band zerfiel kurz danach.
Nachdem Sylvester nach Florenz umgezogen war, suchte er sich neue Mitglieder. Erst wurde 1987 eine Sammlung der alten Demos und EPs veröffentlicht, im Jahr danach folgte mit ...in Death of Steve Sylvester das Debütalbum. Sylvester gibt als Jahr der Neugründung 1988 an, seitdem er die Band nie wieder verließ; er habe damals einen satanistischen Eid abgelegt, den er respektieren müsse. Das 1989 erschienene Black Mass verwendete Elemente des Gregorianischen Chorals, eine Neuheit im Metal, wodurch man auch im Ausland auf die Band aufmerksam wurde. In Deutschland verursachte der Bandname jedoch immer wieder Verwirrung, weshalb u. a. für das 1992 erscheinende Livealbum The Cursed Concert extra ein zweites Booklet entworfen wurde. Für den Handel in Deutschland bestimmte Kopien erhielten ein mit dem vollen Bandnamen bedrucktes Booklet.
In den nächsten Jahren erschienen in unregelmäßigen Abständen weitere Alben und EPs in wechselnder Besetzung. Auf dem dritten Album Heavy Demons wandte sich die Band einem geradlinigeren Stil zu, wobei die Metal-Elemente gegenüber den Horror-Bestandteilen in den Vordergrund traten. Danach begann Steve Sylvester eine Solokarriere und veröffentlichte 1993 sein erstes Soloalbum Free Man, bevor er wieder mit Death SS aktiv wurde. Nach Do What Thou Wilt von 1997, auf dem die Band erstmals mit einem Keyboarder, der den Charakter „Phantom of the Opera“ darstellte, arbeitete, sowie einem weiteren Solo-Album unter dem Titel Mad Messiah reduzierte Sylvester die thelemischen Bezüge, da er sie als ausgeschöpft empfand und sich nicht wiederholen wollte. Sie verschwanden jedoch niemals vollständig. Zudem flossen ab dem Album Panic vermehrt Industrial-Elemente ins Klangbild der Band ein, welche auf dem folgenden Humanomalies noch ausgebaut wurden. Auch die Optik der Band erfuhr tiefgreifende Veränderungen, da die alten Kostüme gegen Leder-Outfits ausgetauscht wurden. 2001 veröffentlichte Death SS nahezu zeitgleich die EP Let the Sabbath Begin und die Single Transilvania; auf ersterer findet sich Hymn of the Satanic Empire, or The Battle Hymn of the Apocalypse, das im Original von Anton Szandor LaVey geschrieben wurde und eine Hommage an diesen darstellt. 2006 erschien The 7th Seal, dessen Titel sich auf ein magisches Ritual bezieht, das die Band zum Zeitpunkt ihrer Gründung vollzogen und mit diesem Album erfüllt hatte. Das Album hat eine apokalyptische Atmosphäre und enthält Bezüge unter anderem zur Offenbarung des Johannes, der Kabbala, der Numerologie mit Bezug auf die Zahl Sieben, den Sexualpraktiken der tantrischen Magie.
Anlässlich des dreißigjährigen Bestehens der Band spielten Death SS 2008 ein Konzert auf dem Headbangers Open Air, was von verschiedenen Seiten als Abschied der Band aufgefasst wurde. Dies bestätigte sich jedoch nicht, da Death SS weiterhin vereinzelte Auftritte hatten und ab 2012 in einer festen Besetzung an ihrem achten Album arbeiteten, das den Titel Resurrection trug und ein Jahr später erschien.

## Diskografie

### Demos
- 1981: Horned God of the Witches
- 1982: Demo II

### Studioalben
- 1988: ...in Death of Steve Sylvester (Discomagic/Metalmaster)
- 1989: Black Mass (Discomagic/Metalmaster)
- 1991: Heavy Demons (Contempo Records/Rosemary’s Baby)
- 1997: Do What Thou Wilt (Lucifer Rising)
- 2000: Panic (Lucifer Rising)
- 2002: Humanomalies (Lucifer Rising)
- 2006: The 7th Seal (Lucifer Rising)
- 2013: Resurrection (Lucifer Rising)
- 2018: Rock ’n’ Roll Armageddon (Lucifer Rising)
- 2021: X (Lucifer Rising)
- 2025: The Entity (Lucifer Rising)

### Livealben
- 1992: The Cursed Concert (Contempo Records)
- 1998: Il ritorno degli occulti (Cursed Coven, auf 200 Stück limitiert)
- 2006: Live 1990: The Complete Black Mass Show (Cursed Coven, auf 200 Stück limitiert)
- 2009: Live 2008 I – Gods of Metal (Eigenverlag)
- 2017: Beyond Resurrection (Lucifer Rising)

### Singles
- 1982: Zombie/Terror (Eigenverlag)
- 1982: The Night of the Witch (Eigenverlag)
- 1983: Profanation (Eigenverlag)
- 1989: Horrible Eyes (Lucifer Rising)
- 1989: Vampire (Metalmaster)
- 1989: In the Darkness/The Mandrake Root (Metalmaster)
- 1991: Heavy Demons / Baphomet (Contempo Records)
- 1996: Chains of Death (Lucifer Rising)
- 1997: Come to the Sabbath (Lucifer Rising)
- 1997: Guardian Angel (Lucifer Rising)
- 2003: Hell on Earth (Lucifer Rising, Promo-Single)
- 2003: Sinful Dove (Lucifer Rising, Picture-Single)
- 2004: The Sleep of Reason (Lucifer Rising, Promo-Single)
- 2005: Give ’em Hell (Lucifer Rising)
- 2005: Der Golem (D-Maniacs)
- 2013: Ogre's Lullaby (Lucifer Rising)
- 2014: Dionysus (Lucifer Rising)
- 2016: The Crimson Shrine (Deadly Sin Records)
- 2018: Rock 'n' Roll Armageddon (Lucifer Rising)
- 2018: Madness of Love (Lucifer Rising)

### EPs
- 1983: Evil Metal (Metal Eye)
- 1990: Kings of Evil (Metalmaster)
- 1991: Where Have You Gone? (Contempo Records)
- 1993: Straight to Hell (Contempo Records)
- 1998: Baron Samedi (Lucifer Rising)
- 1999: Scarlet Woman (Lucifer Rising)
- 2000: Hi-Tech Jesus (Lucifer Rising)
- 2000: Lady of Babylon (Lucifer Rising)
- 2001: Let the Sabbath Begin (Lucifer Rising)
- 2001: Transilvania (Lucifer Rising, Single)
- 2003: Pain (Lucifer Rising)
- 2012: The Darkest Night (Lucifer Rising)
- 2013: Eaters (Lucifer Rising)

### Kompilationen
- 1987: The Story of Death SS (1977–1984) (Minotauro)
- 1995: The Cursed Singles (Avantgarde Music, Box-Set)
- 1996: Horror Music: The Best of Death SS (Lucifer Rising)
- 1998: Night of the Living Death SS (Lucifer Rising, Box-Set)
- 1998: The 666 Box (Lucifer Rising, Box-Set)
- 2004: The Horned God of the Witches (Lucifer Rising)
- 2006: Heavy Demos (Cursed Coven)
- 2007: The Do What Thou Wilt Demo Sessions (Cursed Coven)
- 2007: 30 Years of Horror Music (Eigenverlag, Box-Set)
- 2011: All the Colors of the Dark - The Very Best of Death SS (Under Fire)
- 2014: Horror Music Vol. 2 (Under Fire)
- 2019: Rarities, Live & Outtakes - An Exclusive for the Cursed Coven (Cursed Coven)
- 2019: The Story of Death SS - Early Demos & Live Recordings 1977-1984 / The Horned God of the Witches (Skol Records)
- 2020: The Evil Singles - 1982 / 1997 (Skol Records)
- 2022: Special Eleventh (Lucifer Rising Records)

### VHS/DVD
- 1992: The Video 1988–1990 (Cursed Coven, VHS)
- 1993: The Cursed Show (Contempo Records, VHS)
- 2003: Let the Panic Begin (Lucifer Rising, DVD)